# جاك ستيل
جاك ستيل (بالإنجليزية: Jack Steel)‏ هو لاعب اتحاد الرغبي نيوزيلندي، ولد في 10 نوفمبر 1898 في نيوزيلندا، وتوفي في 4 أغسطس 1941 في غرايموث في نيوزيلندا بسبب حادث مرور.

## وصلات خارجية
- جاك ستيل عل موقع إسبنسكروم (الإنجليزية)